# Borja de Riquer
de Riquer i Permanyer est un nom catalan. Le premier nom de famille, paternel, est de Riquer ; le second, maternel, souvent omis, est Permanyer ; les deux sont fréquemment liés par la conjonction « i ».
Borja de Riquer i Permanyer, né en 1945 à Barcelone, est un historien spécialiste de l'histoire contemporaine de l'Espagne, professeur à l'Université autonome de Barcelone.
Il est en particulier auteur de travaux consacrés au catalanisme ou à la période de la Restauration bourbonienne.
Il écrit également régulièrement dans la presse quotidienne.